# Hygrophoraceae
Famiglia Hygrophoraceae Lotsy, Vorträge über Botanische Stammesgeschichte 1: 706 (1907).
Alla famiglia Hygrophoraceae appartengono specie di funghi che vivono come saprofiti nei prati e nei boschi, con le seguenti caratteristiche:
Gambo e cappelloconfluenti
Lamellepiuttosto larghe, più o meno ceracee
Velo generaleassente o molto fugace e quando c'è è viscoso
Sporeialine, bianche in massa, lisce, senza poro germinativo

## Generi di Hygrophoraceae
Della famiglia fa parte il genere tipo Hygrophorus ed i seguenti altri tre generi:
- Camarophyllopsis
- Camarophyllus
- Hygrocybe